# Constantin Piltz
Gottlieb Constantin Piltz, född den 5 oktober 1895 i Östra Fågelviks församling i Värmlands län, död den 9 september 1950 i Färgelanda församling i dåvarande Älvsborgs län, var en svensk präst.
Piltz avlade 1915 studentexamen i Karlstad. 1921 avlade han teologie kandidatexamen och prästvigdes för Karlstads stift. Piltz blev komminister i Färgelanda pastorat 1926 och kyrkoherde där 1943 efter att föregående år ha avlagt teologie licentiatexamen. Han utgav 1608 års kyrkolagförslag (Vetenskapssamfundets i Lund skriftserie 35). Piltz var under många år medarbetare i Göteborgs Stifts-Tidning. Han erhöll Mannerheimsmedaljen.
Constantin Piltz var son till kyrkoherde Nils Gustaf Nilsson och Emma Teresia Piltz samt bror till Paul och Georg Piltz. Han gifte sig 1932 med Signe Kristina Edvardson. Bland barnen märks konsthistorikern Elisabeth Piltz och latinisten Anders Piltz. Makarna Piltz är begravda på Färgelanda kyrkogård.